# Tim Young (baseball)
Pour les articles homonymes, voir Tim Young et Young.
Tim Young (né le 15 octobre 1973 à Gulfport (Mississippi)) est un joueur de baseball américain. Lors des Jeux olympiques d'été de 2000 à Sydney, il remporte la médaille d'or.

## Palmarès
- Médaille d'or aux Jeux olympiques de Sydney en 2000